# Hadlow
Hadlow är en ort och civil parish i grevskapet Kent i sydöstra England. Orten ligger i distriktet Tonbridge and Malling, cirka 6 kilometer nordost om Tonbridge. Tätorten (built-up area) hade 3 166 invånare vid folkräkningen år 2021.
I civil parishen ligger även orten Golden Green.